# Noa Mathis
Noa Mathis (* 2. Juni 2003) ist ein österreichischer Fußballspieler.

## Karriere
Mathis begann seine Karriere beim FC Koblach. Zur Saison 2017/18 kam er in die AKA Vorarlberg, in der er bis 2022 sämtliche Altersstufen durchlief. In den Saisonen 2020/21 und 2021/22 spielte er zudem fünfmal für die Kampfmannschaft seines Stammklubs Koblach in der fünftklassigen Landesliga.
Zur Saison 2022/23 wechselte der Mittelfeldspieler zum Zweitligisten FC Dornbirn 1913, bei dem er einen bis Juni 2024 laufenden Vertrag erhielt. Sein Debüt in der 2. Liga gab er im Juli 2022, als er am ersten Spieltag jener Saison gegen den SKN St. Pölten in der 66. Minute für Lukas Parger eingewechselt wurde.